# Magnetone di Bohr
Il magnetone di Bohr (simbolo {\displaystyle \mu _{B}}) è una costante fisica e costituisce l'unità naturale per esprimere la misura del momento magnetico di dipolo. Il suo nome fu dato nel 1920 da Wolfgang Pauli, in onore del celebre fisico danese. Il valore del magnetone fu pubblicato per la prima volta nel 1911 dal fisico rumeno Ştefan Procopiu e successivamente, nel 1913, da Niels Bohr, che lo ottenne come naturale conseguenza del suo modello atomico.
Il magnetone di Bohr è definito nel Sistema internazionale di unità di misura come:
{\displaystyle \mu _{B}={\frac {e\hbar }{2m_{e}}}}
dove:
- {\displaystyle e} è la carica elementare,
- {\displaystyle m_{e}} è la massa dell'elettrone,
- {\displaystyle \hbar } è la costante di Planck ridotta,

Il suo valore nel Sistema internazionale di unità di misura è:
{\displaystyle \mu _{B}} = 9,27400949(80) × 10-24 J·T-1
Nel sistema cgs viene espresso come:
{\displaystyle \mu _{B}={\frac {e\hbar }{2m_{e}c}}}
dove {\displaystyle c} è la velocità della luce e il valore è:
{\displaystyle \mu _{B}} = 9,27400949(80) × 10-21 erg·G-1